# Unidad periférica de Drama
Drama (en griego Δράμα, Dráma) es una unidad periférica de Grecia, en la región de Macedonia Oriental y Tracia. Su capital es Drama. Hasta el 1 de enero de 2011 fue una de las 51 prefecturas en que se dividía el país.

## Municipios
Desde el año 2011, la unidad periférica de Drama se divide en los siguientes cinco municipios: 

Municipios de la unidad periférica de Drama.

| Municipio      | Población (2011) | Capital        | Número |
| -------------- | ---------------- | -------------- | ------ |
| Drama          | 58 944           | Drama          | 1      |
| Doxato         | 14 516           | Kalampaki      | 2      |
| Kato Nevrokopi | 7860             | Kato Nevrokopi | 3      |
| Paranesti      | 3901             | Paranesti      | 4      |
| Prosotsani     | 13 066           | Prosotsani     | 5      |